# The Ides of March
För filmen med den engelska titeln The Ides of March, se Maktens män
The Ides of March, amerikansk popgrupp bildad i Chicago, Illinois i mitten på 1960-talet. Gruppen fick en stor hit 1970 med låten "Vehicle", en låt som tydligt var inspirerad av Blood, Sweat and Tears populära sound med mycket blås. Uppföljarsingeln "No Such Luck, Sunny Jim" blev också en hit.